# Municipio de Eureka (condado de Sac)
El municipio de Eureka (en inglés: Eureka Township) es un municipio ubicado en el condado de Sac en el estado estadounidense de Iowa. En el año 2010 tenía una población de 941 habitantes y una densidad poblacional de 10,07 personas por km².

## Geografía
El municipio de Eureka se encuentra ubicado en las coordenadas 42°31′4″N 95°19′44″O / 42.51778, -95.32889. Según la Oficina del Censo de los Estados Unidos, el municipio tiene una superficie total de 93.42 km², de la cual 93.42 km² corresponden a tierra firme y (0%) 0 km² es agua.

## Demografía
Según el censo de 2010, había 941 personas residiendo en el municipio de Eureka. La densidad de población era de 10,07 hab./km². De los 941 habitantes, el municipio de Eureka estaba compuesto por el 92.35% blancos, el 0.32% eran afroamericanos, el 0.11% eran amerindios, el 0.21% eran asiáticos, el 0.11% eran isleños del Pacífico, el 4.57% eran de otras razas y el 2.34% pertenecían a dos o más razas. Del total de la población el 9.99% eran hispanos o latinos de cualquier raza.